# 누크 스타디움
누크 스타디움(덴마크어: Nuuk Stadium)은 그린란드의 누크에 있는 다목적 경기장이다. 현재 주로 축구 경기에 사용되며, 수용인원은 2,000명이다.
인조잔디는 2016년 7월 경기장에 설치되었다. 인조 잔디의 등급은 최고 등급이며 모든 유럽 축구 연맹 대회에서 사용되기에 적합한 수준이다.

## 그외
엔터테인먼트 장소로도 사용할 수 있다. 2007년 11월 2일에는 " Love Hurts "로 유명한 스코틀랜드 록 밴드 나자레스가 공연장에서 공연했으며, 2011년 4월 1일에는 수지 쿼트로가 공연장을 방문했었다.